# Nikos Oikonomopoulos

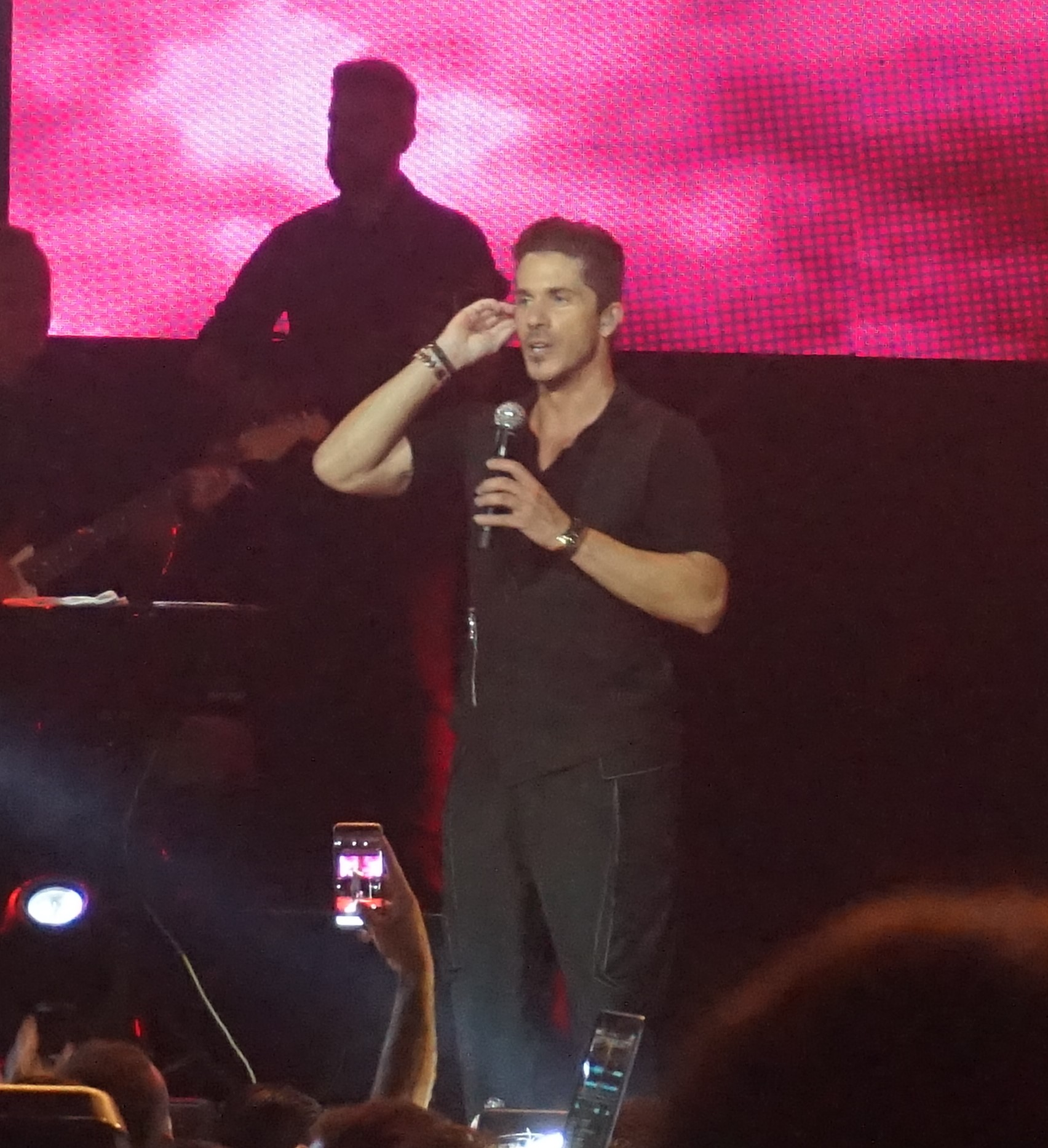
Nikos Oikonomopoulos, 2019

Nikolaos „Nikos“ Oikonomopoulos (griechisch Νικόλαος «Νίκος» Οικονομόπουλος, * 30. Juni 1984 in Patras), bekannt unter seinem Künstlernamen Nikos Oikonomopoulos, ist ein griechischer Sänger.

## Karriere
Seine Musikkarriere begann im Jahr 2007 mit der Veröffentlichung des Debüt-Albums Proti Agapi. Bis 2017 hat er anschließend fast jedes Jahr ein Album herausgebracht.
Daneben machte er mit Hits wie Ekptotos Aggelos oder Valto Terma auf sich aufmerksam.

## Diskografie

### Alben
- 2007: Proti Agapi
- 2008: Akousa…
- 2009: Katathesi Psihis
- 2010: Doro Gia Sena
- 2011: Tha Eimai Edo
- 2012: Ennoeitai
- 2013: Eilikrina
- 2014: Gia Hilious Logous
- 2015: Ena Mikrofono Ki Ego
- 2017: 10

### Kompilationen
- 2013: Best Of
- 2015: Oi Megaliteres Epitihies
- 2020: Valto Terma
- 2021: Gia Kapio Logo – Mpalantes
- 2022: Sto Repeat

### EPs
- 2007: Matia Mou

### Singles (Auswahl)
| - 2007: Kita Na Mathenis - 2007: Den Ise Entaxi - 2007: Eglima Kardias - 2007: Afto To Asteri - 2007: Epikindyni Agapi - 2007: Ola Gia Sena - 2008: Eho Na Matho - 2008: Akousa - 2008: Pistevo - 2009: Mou Pe Mia Psihi - 2010: Doro Gia Sena - 2010: Ximeroni - 2010: Simeiosate Diplo - 2011: Tha Eimai Edo - 2011: Ke Ti Egine - 2011: Kali Kardia - 2011: Pou Tha Me Pas - 2011: Psakse Me - 2011: Exartimenos - 2011: Poutana Stin Psihi - 2012: Ennoeitai - 2012: Melagholia Mou - 2012: Ora Na Pigeno - 2012: Ti Thimase - 2012: Afou Horisame - 2012: Tripa Stin Kardia - 2014: Pote - 2014: Gia Hilious Logous - 2014: Kane Afto Pou Ksereis | - 2014: Skotono - 2014: Tha Zitas Ti Zoi Mas Piso - 2014: Ena Hrono Akrivos - 2015: An Ponas - 2015: Akou Na Dis - 2015: Pion Koroidevo - 2016: Ine Kati Laika - 2017: O Haraktiras - 2017: Gia Kapio Logo - 2017: Parakala Na Pethano - 2017: Ipologismena - 2017: De Sou Zitao Polla - 2017: Gia Paradigma - 2018: De S' Agapao - 2018: Tora Ti Na To Kano - 2019: Dio Zoes - 2019: Valto Terma - 2019: Kathimerina - 2020: Skase Ena Fili - 2020: Emena Na Akous - 2021: Proti Thesi - 2021: Apo Erota... - 2022: Pali Girisa - 2022: Oso Tipota Se Thelo - 2022: Prepi Den Prepi - 2023: Odos Monaxias - 2023: Ekptotos Aggelos - 2024: Psahno Na Vro |

Quelle: